# Abigail Breslin
Abigail Kathleen Breslin, ameriška gledališka, filmska in televizijka igralka, * 14. april 1996, New York, New York, Združene države Amerike.
Abigail Breslin je ena izmed najmlajših igralk, kar jih je bilo kdaj nominiranih za oskarja. Pri komaj treh letih je pričela igrati v reklamah in pri petih je posnela svoj filmski prvenec, Znamenja (2002). Nato je zaigrala v filmih, kot so Naša mala mis (2006), Otok male Nim (2008), Definitely, Maybe (2008), My Sister's Keeper (2009), Dobrodošli v deželi zombijev (2009) in Rango (2011).

## Zgodnje in zasebno življenje
Abigail Kathleen Breslin se je rodila v New York Cityju, New York, Združene države Amerike, kot hči Kim, ki do danes ostaja njena menedžerka, in Michaela Breslina, svetovalca ter programerja. Njeni stari starši, Catherine in Lynn Blecker, so doma iz New Jerseyja, zdaj pa živijo v Lancaser Countyju, Pensilvanija. Ima dva starejša brata: Ryana in Spencerja, ki sta tudi igralca. Z družino, ki so jo njeni stari starši opisali kot »zelo tesno povezano,« živi v New Yorku. Ime je dobila po prvi dami ZDA, Abigail Adams.

## Igralska kariera

### Začetek kariere (1999–2003)
Abigail Breslin je s svojo kariero pričela pri treh letih, ko je zaigrala v reklami za podjetje Toys »R« Us. Zatem se je redno pričela pojavljati v raznih reklamah. Nato je zaigrala še v televizijskih serijah Hack in Moja super sestra.
Abigail Breslin je prvič pritegnila pozornost javnosti že s svojim filmskim prvencem, filmom Znamenja, ki ga je režiral M. Night Shyamalan. V filmu je zaigrala Bo Hess, hčerko glavnega lika, Grahama Hessa (Mel Gibson). Film Znamenja je s strani kritikov prejel v glavnem pozitivne ocene, pa tudi finančno je bil precej uspešen, saj je zaslužil več kot 408 milijonov $. Tudi nastop Abigail Breslin v filmu so pohvalili. David Ansen iz revije Newsweek je napisal, da je skupaj s svojim soigralcem Roryjem  Culkinom, »nastopila kar grozljivo naravno in prefinjeno.«

### Preboj (2004–2007)
Leta 2004 je Abigail Breslin zaigrala v filmu Helenca na prevzgoji, kjer je nastopila ob Kate Hudson, Hayden Panettiere in svojemu bratu, Spencerju. Film je s strani kritikov prejel v glavnem negativne ocene. Ob svojem bratu Spencerju je zaigrala tudi v manjši vlogi v filmu Princeskin dnevnik 2: Kraljevska zaroka. V neodvisnem filmu Keane je zaigrala Kiro Bedik, mlado dekle, ki se čez film spominja, kako psihično moten protagonist William Keane (Damian Lewis) zlorablja svojo hčerko. Film Keane se je za kratek čas predvajal tudi v kinematografih in po svetu zaslužil komaj 394.390 $, a kritiki so pohvalili tako film kot nastop Abigail Breslin v slednjem. Meghan Keane iz revije The New York Sun je napisala, da so bili »prizori med g. Lewisom in očarljivo krhko Kiro, ki jo je popolno zaigrala gdč. Breslin, v filmu zajamejo vse, kar je potrebno za uspešnico.«
Abigail Breslin je svoj preboj doživela leta 2006, ko je zaigrala v filmu Naša mala mis. V filmu je zaigrala Olive Hoover, tekmovalko na lepotnem tekmovanju, najmlajšo članico zmešane družine, ki je z avtodomom odšla na popotovanje po državi. Ko so jo za vlogo izbrali, je bila stara komaj šest let, a preden so film pričeli snemati, so minila še štiri leta. Njena soigralca, Greg Kinnear in Alan Arkin, sta v več intervjujih omenila, da ju je »presenetila njena resnost in predanost med snemanjem.« Filmu Naša mala mis so kritiki dodeljevali v glavnem pozitivne ocene, pa tudi komercialno je bil precej uspešen, saj je po svetu zaslužil več kot 100 milijonov $. Njen nastop v filmu so izredno hvalili; Claudia Puig iz revije USA Today je, na primer, napisala: »Če bi Olive zaigrala katera koli druga igralka, na nas še zdaleč ne bi vplivala tako mogočno.« Abigail Breslin je za svoj nastop v filmu prejela nominaciji za nagrade Screen Actors Guild Award in oskarja v kategoriji za »najboljšo stransko igralko,« s čimer je postala četrta najmlajša igralka, nominirana za oskarja v tej kategoriji. Njen soigralec, Alan Arkin, ni želel, da bi nagrado dobila, saj naj bi bila »že tako deležna prevelike pozornosti« in bi »morala imeti še nekaj otroštva.«
Čeprav je tistega leta oskarja v kategoriji za »najboljšo stransko igralko« prejela Jennifer Hudson, ji ga je na podelitvi 25. februarja 2007 skupaj z igralcem Jadenom Smithom podelila Abigail Breslin. Tistega leta je sodelovala tudi pri Disneyjevem letnem praznovanju za milijon sanj. Annie Leibovitz je posnela fotografijo nje v vlogi Fire in Julie Andrews v vlogi modre vile iz Ostržka. 27. oktobra 2007 je Abigail Breslin v New York Cityju nastopila v svoji prvi gledališki igri, Right You Are (If You Think You Are), ki so jo izvajali v gledališču Guggenheim. Poleg nje so v igri zaigrali še Cate Blanchett, Dianne Wiest, Natalie Portman in Peter Sarsgaard. Leta 2007 je zasedla osmo mesto na Forbesovi lestvici »Hollywoodski najbolje plačani mladi zvezdniki,« saj je v letu 2006 zaslužila 1,5 milijonov $.
Leta 2007 je Abigail Breslin zaigrala v romantični komediji Ljubezenski recept, v katerem je zaigrala Zoe Armstrong, nečakinjo uspešne kuharice Kate Armstrong (Catherine Zeta-Jones). Film je s strani kritikov prejel v glavnem negativne ocene, a je bil z 92 milijoni $, ki jih je zaslužil po svetu, komercialno izredno uspešen. Roger Ebert je o njenem nastopu v filmu napisal: »[Abigail Breslin] ima veliko širine in sposobnosti, a dali so ji vlogo, v kateri deluje kot lutka.«

### My Sister's Keeperin zdajšnji projekti (2008 - danes)
Leta 2008 je Abigail Breslin zaigrala v romantični komediji Definitely, Maybe, kjer je imela vlogo hčerke pred kratkim ločenega očeta (Ryan Reynolds). Filmu Definitely, Maybe so kritiki dodelili v glavnem pozitivne ocene; Steven Rea iz revije The Philadelphia Inquirer pa je o njenem nastopu napisal: »[Abigail Breslin] je zaskrbljujoče luštkana - ampak to omili s svojim resnim igranjem.« Istega leta je poleg Jodie Foster zaigrala tudi v filmu Otok male Nim. V filmu je zaigrala vlogo Nim Rusoe, mladega dekleta, ki samo živi na osamljenem tropskem otoku. Film Otok male Nim je s strani kritikov prejel mešane ocene, a finančno je bil izredno uspešen, saj je po svetu zaslužil več kot 100 milijonov $. Tistega leta je zaigrala tudi v filmu Kit Kittredge: An American Girl, kjer je zaigrala glavno junakinjo, Kit Kittredge. Film je temeljil na liniji lutk, knjig in dodatkov American Girl, katere oboževalka je Abigail Breslin, producirala pa ga je Julia Roberts. Film Kit Kittredge: An American Girl je s strani kritikov prejemal v glavnem pohvale s strani kritikov, a bil je komercialno neuspešen, saj je po svetu zaslužil le 17 milijonov $. Njen nastop v filmu so filmski kritiki sicer v glavnem hvalili; Joe Morgenstern iz revije The Wall Street Journal je, na primer, napisal, da »film s prenatrpano zgodbo prenaša z neverjetno milino.«
Leta 2009 je Abigail Breslin ob Cameron Diaz in Sofiji Vassilievi zaigrala v filmu My Sister's Keeper, v katerem je imela vlogo Anna Fitzgerald, mlade deklice, ki so jo njeni starši spočeli zato, da bi bila donorka svoje sestre, Kate, ki se bori z levkemijo. Vlogi Anne in Kate sta na začetku pripadali Elle in Dakota Fanning; kakorkoli že, Dakota Fanning si za vlogo ni želela pobriti glave, zato sta lika nazadnje upodobili Abigail Breslin in Sofia Vassilieva. Film My Sister's Keeper je s strani kritikov prejel mešane ocene, a z 95 milijoni zasluženih $ po svetu je bil komercialno izredno uspešen. James Berardinelli je napisal, da Abigail Breslin in Sofia Vassilieva v filmu prikažeta »naravno vez, ki jo stkejo le redke sestre, in nobena ne pretirava z igranjem.«
Istega leta je Abigail Breslin zaigrala v grozljivi komediji Dobrodošli v deželi zombijev, kjer je imela vlogo Little Rock. Režiser filma, Ruben Fleischer je dejal, da je že od nekdaj »sanjal, da bi za vlogo dobil Abigail Breslin.« Film je s strani kritikov prejel v glavnem pozitivne ocene in bil tudi finančno uspešen, saj je zaslužil več kot 102 milijonov $.
Februarja 2010 je Abigail Breslin prvič zaigrala na Broadwayju; v gledališki igri The Miracle Worker je namreč zaigrala Helen Keller. Igro so uprizarjali v gledališču Circle in the Square. Abigail Breslin je dejala, da ji je bilo v čast igrati Helen Keller, saj naj bi bila ena od njenih »največjih junakinj.« Zveza mladih gluhih in slepih umetnikov je kritizirala ustvarjalce igre, ker za igralko, ki je upodobila Helen Keller, niso izbrali gluhe ali slepe osebe. Glavni producent igre, David Richenthal, je njihovo izbiro branil, rekoč da so potrebovali poznano igralko: »Naivno je verjeti, da boš v tem času lahko razprodal ponovno uprizoritev neke igre samo zaradi dobre produkcije in možnosti odkritja nepoznane igralke, za katero bi ta igra lahko predstavljala preboj.« Za njeno zamenjavo so izbrali slepo igralko Kyro Siegel. Nastop Abigail Breslin v gledališki igri so kritiki v glavnem hvalili; Frank Scheck iz revije The Hollywood Reporter je napisal, da »dobro upodobi Helenino uporništvo na začetku in rast vezi z njeno učiteljico na koncu knjige.« Kakorkoli že, vstopnice se niso prodale dobro in aprila 2010 so igro prenehali uprizarjati.
Septembra 2009 je Abigail Breslin v Des Moinesu, Iowa pričela snemati film Janie Jones: v katerem je zaigrala glavno vlogo, vlogo trinajstletne deklice, ki jo njena mama, bivša prostitutka (Elisabeth Shue), zapusti, ob tem pa ji sporoči, da je njen oče Ethan Brand (Alessandro Nivola), propadli zvezdnik. Film se je premierno predvajal na filmskem festivalu v Torontu leta 2010.
Leta 2011 je zaigrala v dveh animiranih filmih; ob Johnnyju Deppu v filmu Rango in v nekoliko manj uspešnem filmu The Wild Bunch. Decembra 2011 bo izdala svoj naslednji film, Silvestrovo v New Yorku, v katerem bodo poleg nje zaigrali še Robert De Niro, Michelle Pfeiffer, Jon Bon Jovi, Zac Efron, Ashton Kutcher, Hilary Swank, Halle Berry, Katherine Heigl, Jessica Biel, Sarah Jessica Parker, Lea Michele in Josh Duhamel.

## Glasbena kariera
Abigail Breslin je pred kratkim s svojo prijateljico Cassidy Reiff ustanovila glasbeno skupino, imenovano »CABB.«

## Filmografija
| Filmi      | Filmi                                   | Filmi                     | Filmi                            |
| Leto       | Naslov                                  | Vloga                     | Opombe                           |
| ---------- | --------------------------------------- | ------------------------- | -------------------------------- |
| 2002       | Znamenja                                | Bo Hess                   |                                  |
| 2004       | Helenca na prevzgoji                    | Sarah Davis               |                                  |
| 2004       | Princeskin dnevnik 2: Kraljevska zaroka | Carolina, dekle iz parade |                                  |
| 2004       | Keane                                   | Kira Bedik                |                                  |
| 2005       | Family Plan                             | Nicole                    | Televizijski film                |
| 2006       | Naša mala mis                           | Olive Hoover              |                                  |
| 2006       | Imaginary Friend                        | Hally                     |                                  |
| 2006       | The Ultimate Gift                       | Emily Rose                |                                  |
| 2006       | The Santa Clause 3: The Escape Clause   | Trish                     |                                  |
| 2006       | Air Buddies                             | Rosebud (glas)            |                                  |
| 2007       | Ljubezenski recept                      | Zoe Armstrong             |                                  |
| 2008       | Definitely, Maybe                       | Maya Hayes                |                                  |
| 2008       | Otok male Nim                           | Nim Rusoe                 |                                  |
| 2008       | Kit Kittredge: An American Girl         | Kit Kittredge             |                                  |
| 2009       | My Sister's Keeper                      | Anna Fitzgerald           |                                  |
| 2009       | Dobrodošli v deželi zombijev            | Majhna Rock               |                                  |
| 2010       | Quantum Quest: A Cassini Space Odyssey  | Jeana                     | Glas                             |
| 2010       | Janie Jones                             | Janie Jones               |                                  |
| 2011       | Rango                                   | Priscilla                 | Glas                             |
| 2011       | The Wild Bunch                          | Daisy                     | Glas                             |
| 2011       | Silvestrovo v New Yorku                 | Hailey                    | V produkciji                     |
| Televizija |                                         |                           |                                  |
| Leto       | Naslov                                  | Vloga                     | Opombe                           |
| 2002       | Moja super sestra                       | Josie                     | Epizoda: »The Teddy Bear«        |
| 2002       | Hack                                    | Kayla Adams               | Epizoda: »Domestic Disturbance«  |
| 2004       | Zakon in red: enota za posebne primere  | Patty Branson             | Epizoda: »Birthright«            |
| 2004       | Preiskovalci na delu: NCIS              | Sandy Watson              | Epizoda: »See No Evil«           |
| 2006       | Šepetalka duhov                         | Sarah Applewhite          | Epizoda: »Melinda's First Ghost« |
| 2006       | Talenti v belem                         | Megan Clover              | Epizoda: »Sometimes a Fantasy«   |

## Nagrade in nominacije
| Nagrada                                          | Leto | Kategorija                                                                    | Osvojila? | Vloga                                           |
| ------------------------------------------------ | ---- | ----------------------------------------------------------------------------- | --------- | ----------------------------------------------- |
| Oskar                                            | 2006 | Najboljša igralka v stranski vlogi                                            | Ne        | Olive Hoover v Naša mala mis                    |
| Alliance of Women Journalists (EDA Awards)       | 2006 | Najboljši prebojni nastop mlade igralke                                       | Da        | Olive Hoover v Naša mala mis                    |
| BAFTA Awards                                     | 2007 | Najboljša igralka v stranski vlogi                                            | Ne        | Olive Hoover v Naša mala mis                    |
| Chicago Film Critics Association Awards          | 2006 | Najboljša stranska igralka                                                    | Ne        | Olive Hoover v Naša mala mis                    |
| Critics Choice Awards                            | 2007 | Najboljša mlada igralka                                                       | Da        | Olive Hoover v Naša mala mis                    |
| Critics Choice Awards                            | 2007 | Najboljša igralska zasedba (skupaj z igralsko zasedbo iz filma)               | Da        | Olive Hoover v Naša mala mis                    |
| Critics Choice Awards                            | 2008 | Najboljša mlada igralka                                                       | Ne        | Zoe Armstrong v Ljubezenski recept              |
| Empire Awards                                    | 2006 | Najboljša ženska novinka                                                      | Ne        | Olive Hoover v Naša mala mis                    |
| Gotham Awards                                    | 2006 | Prebojni igralec                                                              | Ne        | Olive Hoover v Naša mala mis                    |
| Iowa Film Critics Awards                         | 2006 | Najboljša stranska igralka                                                    | Da        | Olive Hoover v Naša mala mis                    |
| MTV Movie Awards                                 | 2007 | Najboljši prebojni nastop                                                     | Ne        | Olive Hoover v Naša mala mis                    |
| Online Film Critics Awards                       | 2006 | Najboljša stranska igralka                                                    | Da        | Olive Hoover v Naša mala mis                    |
| Las Vegas Film Critics Society Awards            | 2006 | Mladostnik v filmu                                                            | Da        | Olive Hoover v Naša mala mis                    |
| Phoenix Film Critics Awards                      | 2006 | Najboljši nastop mladega igralca v glavni ali stranski vlogi v filmu - Ženska | Da        | Olive Hoover v Naša mala mis                    |
| Phoenix Film Critics Awards                      | 2003 | Najboljši nastop mladega igralca v glavni ali stranski vlogi v filmu - Ženska | Ne        | Bo Hess v Znamenja                              |
| Satellite Awards                                 | 2006 | Najboljša igralka v stranski vlogi                                            | Ne        | Olive Hoover                                    |
| Screen Actors Guild Awards (SAG)                 | 2007 | Najboljša stranska igralka                                                    | Ne        | Olive Hoover                                    |
| Screen Actors Guild Awards (SAG)                 | 2007 | Najboljša igralska zasedba v filmu (skupaj z igralsko zasedbo iz filma)       | Da        | Olive Hoover                                    |
| St. Louis Film Critics Awards                    | 2007 | Najboljša stranska igralka                                                    | Ne        | Olive Hoover                                    |
| Teen Choice Awards                               | 2008 | Izbira filmske igralke: Akcijska avantura                                     | Ne        | Nim Rusoe in Otok male Nim                      |
| Nagrada mednarodnega filmskega festivala v Tokiu | 2006 | Najboljša igralka                                                             | Da        | Olive Hoover v Naša mala mis                    |
| Women Film Critics Circle Awards                 | 2006 | Najboljša mlada igralka                                                       | Da        | Olive Hoover v Naša mala mis                    |
| Young Artist Award                               | 2003 | Najboljši nastop mlade igralke pod desetim letom v filmu                      | Ne        | Bo Hess v Znamenja                              |
| Young Artist Award                               | 2007 | Najboljši nastop mlade igralke pod desetim letom v filmu                      | Da        | Olive Hoover v Naša mala mis                    |
| Young Artist Award                               | 2008 | Najboljši nastop glavne mlade igralke v filmu                                 | Ne        | Zoe Armstrong v Ljubezenski recept              |
| Young Artist Award                               | 2009 | Najboljši nastop glavne mlade igralke v filmu                                 | Ne        | Kit Kittredge v Kit Kittredge: An American Girl |
| Young Artist Award                               | 2010 | Najboljši nastop glavne mlade igralke v filmu                                 | Da        | Anna Fitzgerald v My Sister's Keeper            |